# Bolesław Napierała
Bolesław Napierała (ur. 19 listopada 1909 w Marten k. Dortmundu, Niemcy, zm. 19 listopada 1976) – polski kolarz szosowy, torowy oraz przełajowy, ścigający się w latach 30. i 40. XX wieku, dwukrotny mistrz Polski w wyścigu ze startu wspólnego (1935, 1947), a także dwukrotny zwycięzca Tour de Pologne (1937, 1939).

## Życiorys
Urodził się w Marten k. Dortmundu w Niemczech, w rodzinie polskich imigrantów. Od dziewiątego roku życia krótko mieszkał w Polsce, bowiem po odzyskaniu niepodległości jego rodzice wrócili do ojczyzny. Jednak ze względu na złą sytuację ekonomiczną Napierałowie po kilku latach przenieśli się do Lens w północnej Francji. Tam po raz pierwszy, nieopodal huty szkła, w której odbywał praktykę, obserwował etap Tour de France. 
Zafascynował się kolarstwem i w 1927 z pomocą swojego sąsiada − luksemburskiego cyklisty Nicolasa Frantza − postanowił spróbować ścigania na szosie. Wrodzony talent i wielka pracowitość sprawiły, że stał się kolarzem wszechstronnym, choć jego słabszą stroną był finisz z peletonu. 
W 1934 przyjechał do Polski na Igrzyska Emigracji, zaś w 1935 zdecydował się na stały powrót do kraju, osiedlając się w Warszawie. Reprezentował trzy stołeczne kluby: Fort Bema, Syrenę i Sarmatę. Nazywano go „tygrysem szos” – z okazji pasjonującej walki w Wyścigu Dookoła Węgier w 1937 (wygrał 4. etap, ostatecznie zajmując 10. miejsce w klasyfikacji końcowej). W dwóch edycjach Wyścigu Dookoła Polski łącznie przez 15 dni jechał w koszulce lidera, a w 1937 liderował od pierwszego do ostatniego etapu. W 1937 i 1946 zdobył mistrzostwo Polski w jeździe drużynowej na czas, a w 1947 został tryumfatorem górskich mistrzostw Polski. W latach 1937–1939 wygrywał mistrzostwa Polski w kolarstwie przełajowym. Karierę zakończył w 1950.
Uchwałą Prezydium Krajowej Rady Narodowej z 11 października 1946 na wniosek zastępcy Naczelnego Dowódcy WP gen. dyw. Mariana Spychalskiego został odznaczony Srebrnym Krzyżem Zasługi za zasługi położone przy organizacji Robotniczego Tramwajowego Klubu Sportowego „Sarmata” w 25-tą rocznicę istnienia klubu.

## Najważniejsze zwycięstwa
- 1935 – szosowe mistrzostwo Polski ze startu wspólnego, mistrzostwo Polski na torze (50 km)
- 1937 – zwycięzca Tour de Pologne, przełajowy mistrz Polski, mistrz Polski w jeździe drużynowej na czas
- 1938 – przełajowy mistrz Polski
- 1939 – przełajowy mistrz Polski, zwycięzca Tour de Pologne
- 1946 – mistrz Polski w jeździe drużynowej na czas
- 1947 – szosowe mistrzostwo Polski ze startu wspólnego, górskie mistrzostwo Polski